# أ. جاي بيرنت
أ. جاي بيرنت (بالإنجليزية: A. J. Burnett)‏ هو لاعب كرة قاعدة أمريكي، ولد في 3 يناير 1977 في نورث ليتل روك في الولايات المتحدة.

## وصلات خارجية
- أ. جاي بيرنت على موقع دوري كرة القاعدة الرئيسي (الإنجليزية)
- أ. جاي بيرنت على موقعبيزبول رفرنس.كوم (الدوري الرئيسي) (الإنجليزية)
- أ. جاي بيرنت على موقعبيزبول رفرنس.كوم (الدوري الثانوي) (الإنجليزية)
- أ. جاي بيرنت على موقع إي إس بي إن.كوم (أم.أل.بي) (الإنجليزية)
- أ. جاي بيرنت على موقع مشجعي الرسوم البيانية (الإنجليزية)